# Disconectes phalangium
Disconectes phalangium är en kräftdjursart som först beskrevs av Sars 1864.  Disconectes phalangium ingår i släktet Disconectes och familjen Munnopsidae. Arten är reproducerande i Sverige. Inga underarter finns listade i Catalogue of Life.